# Muffin anglais
Un muffin anglais est un petit pain rond et plat levé à la levure qui est généralement tranché horizontalement, grillé et beurré. Il fait souvent partie du déjeuner en Amérique du Nord, en Australie et en Nouvelle-Zélande. Il est souvent consommé avec des garnitures sucrées ou salées telles que de la confiture de fruits ou du miel, ou des œufs, des saucisses, du bacon ou du fromage. Les muffins anglais sont un ingrédient essentiel des œufs Bénédicte (ou œufs bénédictine) et d'une variété de sandwichs-déjeuner, comme le McMuffin de la chaîne de restauration rapide McDonald's.
En Amérique du Nord et dans les territoires sous son influence, ils sont appelés « muffins anglais » pour les distinguer des muffins nature, qui constituent des gâteaux miniatures sucrés. Les muffins anglais sont disponibles dans une large gamme de variétés, y compris au blé entier, les multigrains, à la cannelle, aux raisins secs, aux canneberges et à la pomme.
Le muffin anglais est très similaire au bolo do caco, présent dans la cuisine portugaise.

## Origine
On pense que le mot muffin vient du bas allemand muffen qui signifie « petits gâteaux. Au début du XIXe siècle, les muffins étaient vendus au porte-à-porte en Angleterre par les colporteurs comme pain de grignotage avant que la plupart des foyers n'aient leurs propres fours. La comptine traditionnelle anglaise The Muffin Man, qui date au plus tard de 1820, fait écho à cette coutume.